# جورجيا كينغ
جورجيا ماي كينغ (بالإنجليزية: Georgia May King) مواليد (18 نوفمبر، 1986) ممثلة اسكتلندية، بدأت التمثيل منذ عام 2006، وظهرت في عدة أعمال تلفزيونية وسينمائية، إشتهرت بأدائها شخصية أماندا سنودغراس في مسلسل نائب المدير على قناة «HBO» في 2016.

## أبرز أعمالها

### أعمال سينمائية
- 2008: الدوقة
- 2011: يوم واحد
- 2015: أقتل أصدقائك

### أعمال تلفزيونية
- 2010: أجاثا كريستي بوارو
- 2010: ميرلين
- 2012: سندباد
- 2012: بشرات
- 2016: نائب المدير

## وصلات خارجية
- جورجيا كينغ على موقع IMDb (الإنجليزية)
- جورجيا كينغ على موقع ألو سيني (الفرنسية)
- جورجيا كينغ على موقع أول موفي (الإنجليزية)
- جورجيا كينغ على موقع قاعدة بيانات الأفلام السويدية (السويدية)
- جورجيا كينغ على موقع قاعدة بيانات الفيلم (الإنجليزية)
- جورجيا كينغ على موقع كينوبويسك (الروسية)